# Anonyme romantikere
Anonyme romantikere er en belgisk/fransk romantisk komedie fra 2010. Instrueret af Jean-Pierre Améris. Filmens originaltitel er Les Émotifs anonymes som direkte oversat betyder: De anonyme følsomme.

## Handling
Hvad sker der når to mennesker, der har svært ved, at udtrykke deres føleleser, bliver forelsket i hinanden ? Det er spørgsmålet,
som denne film drejer sig om.
Jean-René (Benoît Poelvoorde) er ejeren af en lille chokoladefabrik, der er ved at gå konkurs på grund af manglende produktudvikling, som ansætter Angelique (Isabelle Carré), som sælger.
Angelique er med i en selvhjælpsgruppe for "de anonyme følsomme", hvor hun forsøger, at få bugt med sin manglende selvsikkerhed. Jean-René går til psykolog for at få bugt med sin enorme generthed. Så da Jean-René får gennemført noget så, for ham skræmmende, som en ansigt-til-ansig samtale med en ansøger til jobbet som sælger i sin virksomhed, behøver han kun den ene samtale for at blive overbevist om at Angelique skal det være. Og det er nærmest umuligt for Angelique, at få mod til, at fortælle Jean-René, at hun troede at jobbet som hun blev ansat til var som chokolatier, hvilket er det job hun virkelig brænder for og som kun hendes manglende selvtillid og generthed, har forhindret hende i at excellere i.
At det lykkes de to, at få enderne til at nå sammen, kræver naturligvis også flere forviklinger og megen skubben på og hjælp fra
deres omgivelsers side. Særligt Jean-Renés medarbejdere spiller en afgørende rolle.

## Medvirkende
- Benoît Poelvoorde – Jean-René Van Den Hugde
- Isabelle Carré – Angélique Delange
- Lorella Cravotta – Magda
- Lise Lamétrie – Suzanne
- Swann Arlaud – Antoine
- Pierre Niney – Ludo
- Stéphan Wojtowicz – Psykologen

## Optagesteder
Filmen er blandt andet optaget i:
- Paris
  - Galerie Vivienne
  - Rue du Faubourg-Montmartre

## Priser
- Isabelle Carré fik den gyldne svane for bedste skuespillerinde på filmfestivalen i Cabourg i 2011[2].

## Økonomi
I Frankrig har har filmen solgt 1.135.796 billetter.